# Домиций Александр
Луций Доми́ций Алекса́ндр (лат. Lucius Domitius Alexander) — римский император-узурпатор в 308-309/311? годах.

## Биография
Домиций Александр был скорее фригийского, чем паннонского происхождения и имел должность викария Африки. Тогда Максенций, опасаясь восстания африканских легионов, потребовал чтобы Александр выдал ему своего сына в качестве заложника. Но викарий не повиновался императору и перекрыл поставку зерна из Египта.
Африканское войско объявило Александра августом, несмотря на то, что он был уже глубоким стариком. По всей видимости восстание продолжалось недолго; в 309 году префект претория Руфий Волузиан и Зенат разгромили малочисленные отряды Домиция Александра, а самого его захватили в плен и казнили. Но судя по другим источникам, только в 311 году Максенций собрал войско и разгромил узурпатора.